# Pangkalan (Lingga Bayu)
Pangkalan is een bestuurslaag in het regentschap Mandailing Natal van de provincie Noord-Sumatra, Indonesië. Pangkalan telt 842 inwoners (volkstelling 2010).